# NGC 7688
NGC 7688 é uma galáxia lenticular (S0) localizada na direcção da constelação de Pegasus. Possui uma declinação de +21° 24' 43" e uma ascensão recta de 23 horas, 31 minutos e 05,4 segundos.